# رومانی بزرگ

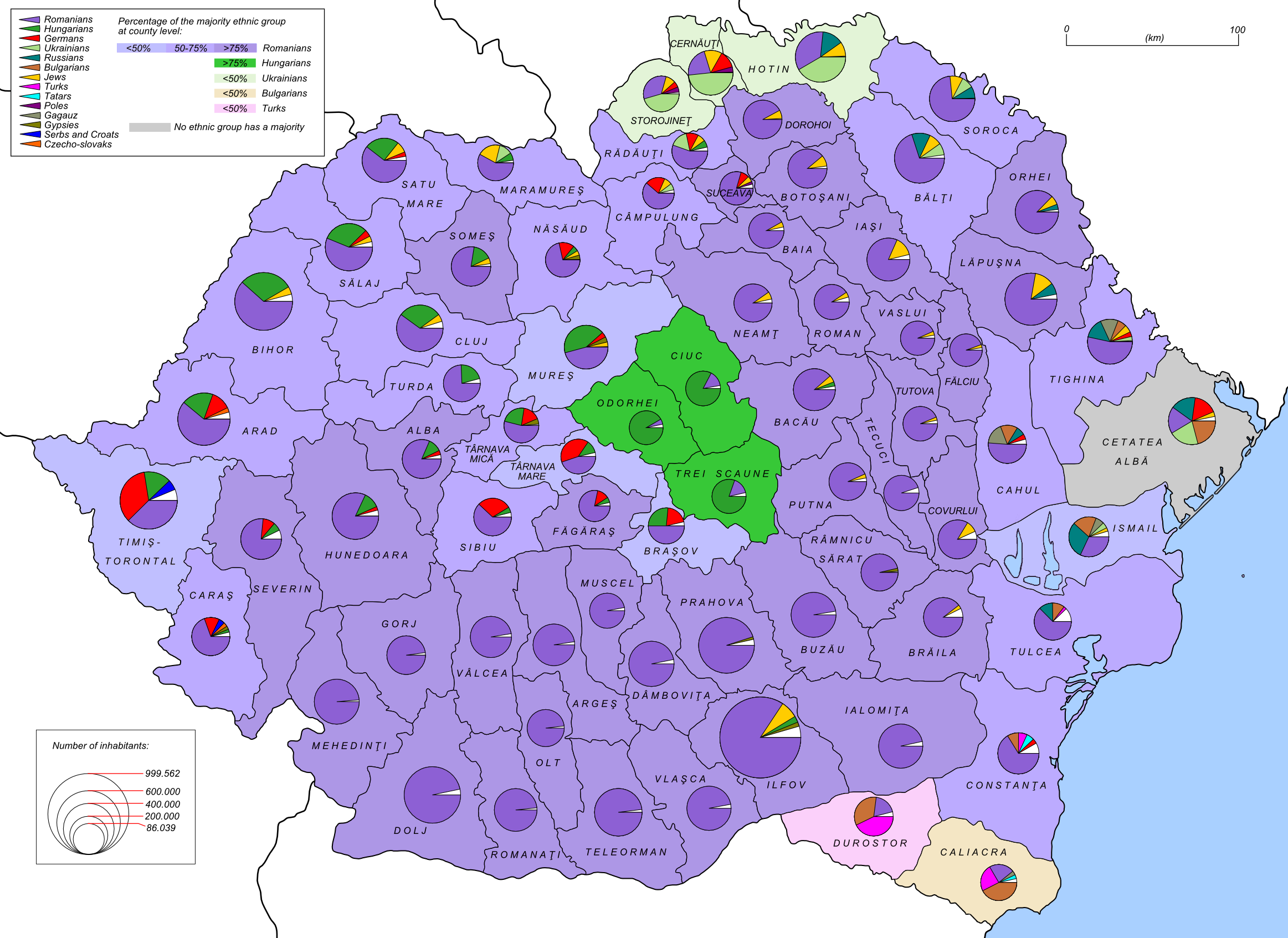
نقشه پراکندگی قومی رومانی بزرگ در ۱۹۳۰

رومانی بزرگ (به رومانیایی:România Mare) منظور رومانی در سالهای بین جنگ جهانی اول و جنگ جهانی دوم می‌باشد (۱۹۱۸-۱۹۳۹). رومانی بزرگ عظیم‌ترین قلمرو رومانی در طول تاریخ تا به امروز را می گویند که مساحت آن ۲۹۵٬۰۴۹ کیلومتر مربع می‌باشد. به عبارت دیگر، منظور از رومانی بزرگ، قلمرو پادشاهی رومانی از ۱۹۱۹ تا ۱۹۴۰ میلادی است. در پایان جنگ جهانی اول با الحاق نواحی ترانسیلوانی، بوکوفینا و بیسارابیا به پادشاهی کهن رومانی، رومانی بزرگ به وجود آمد.